# Ruth Walczak
Ruth Walczak, née le 15 septembre 1988, est une rameuse britannique.

## Palmarès

### Championnats du monde
| Discipline           | Chungju 2013 Corée du Sud | Amsterdam 2014 Pays-Bas | Aiguebelette 2015 France |
| -------------------- | ------------------------- | ----------------------- | ------------------------ |
| Skiff, pl            | Bronze                    |                         |                          |
| Quatre de couple, pl |                           |                         | Argent                   |

### Championnats d'Europe
| Discipline         | Varèse 2012 Italie | Séville 2013 Espagne | Belgrade 2014 Serbie | Poznań 2015 Pologne |
| ------------------ | ------------------ | -------------------- | -------------------- | ------------------- |
| Deux de couple, pl | Bronze             |                      |                      |                     |